# کوین گرویوکس
کوین گرویوکس (انگلیسی: Kevin Grevioux؛ زادهٔ ۱۹۶۲) یک هنرپیشه اهل ایالات متحده آمریکا است. وی از سال ۱۹۹۳ میلادی تاکنون مشغول فعالیت بوده‌است.
از فیلم‌ها یا برنامه‌های تلویزیونی که وی در آن نقش داشته است می‌توان به جهان زیرین: ظهور لایکن‌ها، کنگو اشاره کرد.